# Grevillea eryngioides
Grevillea eryngioides är en tvåhjärtbladig växtart som beskrevs av George Bentham. Grevillea eryngioides ingår i släktet Grevillea och familjen Proteaceae. Inga underarter finns listade i Catalogue of Life.